# Urmitz
Urmitz település Németországban, Rajna-vidék-Pfalz tartományban. Lakosainak száma 3408 fő (2023. december 31.).

## Népesség
A település népességének változása:
| Lakosok száma | 2968 | 3437 | 3449 | 3422 | 3427 | 3408 |
|               | 1975 | 2017 | 2019 | 2021 | 2022 | 2023 |